# Linda Wagenmakers
Linda Wagenmakers (Arnhem, 30 novembre 1975) è una cantante olandese.
Ha rappresentato i Paesi Bassi all'Eurovision Song Contest 2000 svoltosi a Stoccolma cantando il brano No Goodbyes.